# Західна область (Сьєрра-Леоне)
Північна провінція (англ. Western Area) — одна із адміністративних одиниць першого рівня Сьєрра-Леоне. Адміністративний центр — місто Фрітаун, столиця країни. Область розташована на крайньому заході країни, охоплює весь півострів і має вихід до Атлантичного океану.

## Населення
Населення округу становить 1500234 особи (2015; 947122 у 2004, 554243 в 1985, 316312 в 1974, 195023 в 1963).

## Адміністративний поділ
У адміністративному відношенні провінція складається з 2 округи, які у свою чергу утворені із 12 вождівств:
| № | Назва           | Оригінальна назва | Адміністративний центр | Територія, км² | Населення, осіб (2015) | Вождівства | Секції |
| - | --------------- | ----------------- | ---------------------- | -------------- | ---------------------- | ---------- | ------ |
| 1 | Міський округ   | Urban district    | Фрітаун                | 81,5           | 1 055 964              | 8          | 65     |
| 2 | Сільський округ | Rural district    | Ватерлоо               | 615,2          | 444 270                | 4          | 22     |

## Найбільші населені пункти
| № | Населений пункт | Населення, осіб (1974) | Населення, осіб (1985) | Населення, осіб (2004) | Населення, осіб (2015) |
| - | --------------- | ---------------------- | ---------------------- | ---------------------- | ---------------------- |
| 1 | Фрітаун         | 276 247                | 469 776                | 772 873                | 1 055 964              |
| 2 | Ватерлоо        | 4 276                  | 9 878                  | 34 079                 | -                      |
| 3 | Ґодеріч         | 3 836                  | 6 886                  | 19 209                 | -                      |
| 4 | Ґбендембу       | -                      | -                      | 12 139                 | -                      |
| 5 | Бенґуема        | -                      | -                      | 9 707                  | -                      |